# Lapinura josemeloi
Lapinura josemeloi is een slakkensoort uit de familie van de Runcinidae. De wetenschappelijke naam van de soort werd voor het eerst geldig gepubliceerd in 2017 door Ortea, Moro en Espinosa.